# 337380 Lenormand
337380 Lenormand este o planetă minoră (asteroid) din centura de asteroizi. A fost descoperită pe 17 august 2001 la observatoire des Pises⁠(d) de Michel Ory⁠(d) și a fost numită după Louis-Sébastien Lenormand⁠(d). 
Obiectul prezintă o orbită caracterizată de o semiaxă mare de 2,3897817289551 UAi, o excentricitate de 0,2, o înclinație de 1,8 ° în raport cu ecliptica.